# Зброя з переламним затвором

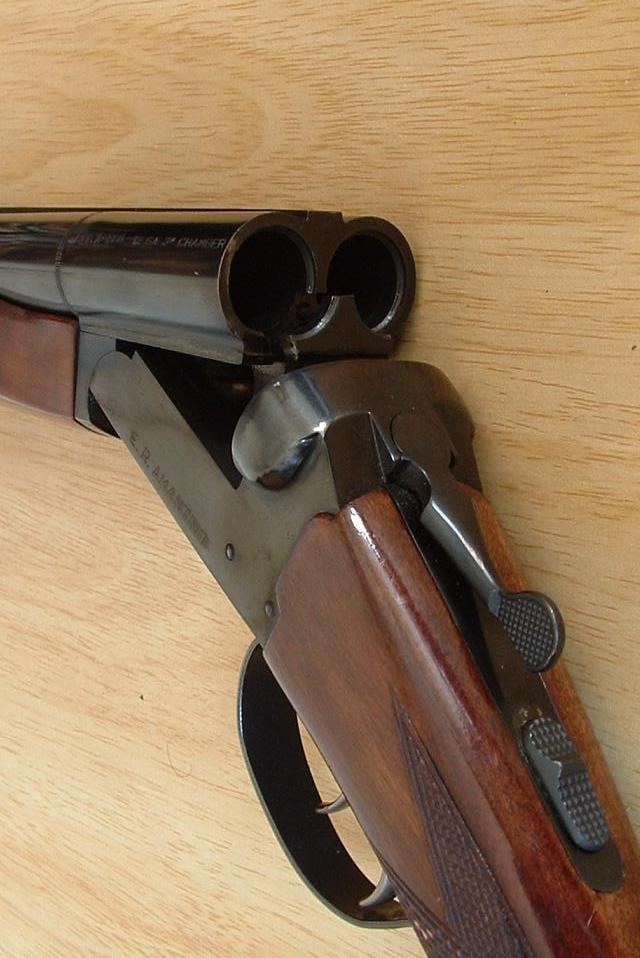
Зображення звичайної переламної двоствольної рушниці, з відкритим затвором, можна побачити екстрактор. Також можна побачити важіль відкривання та запобіжну засувку.

Переламний затвор — різновид затвора вогнепальної зброї, де ствол (або стволи) шарнірно закріплені на ствольній коробці і відкидаються перпендикулярно осі ствола для відкривання казенника для заряджання і розряджання набоїв. Інколи потрібна окрема операція для зведення курка перед пострілом. Існує багато типів зброї з переламним затвором; частіше можна зустріти в двоствольних рішницях, двоствольних гвинтівках та комбінованій зброї, також є однозарядні гвинтівки, пістолети (особливо деринджери) та рушниці, крім того є сигнальні пістолети, ручні гранатомети, поршневі пістолети та деякі види старих револьверів. Крім того, в англомовній літературі можна зустріти такі назви: hinge-action, break-open, break-barrel, break-top або, в старих револьверах, top-break.

## Опис

### Переламний затвор

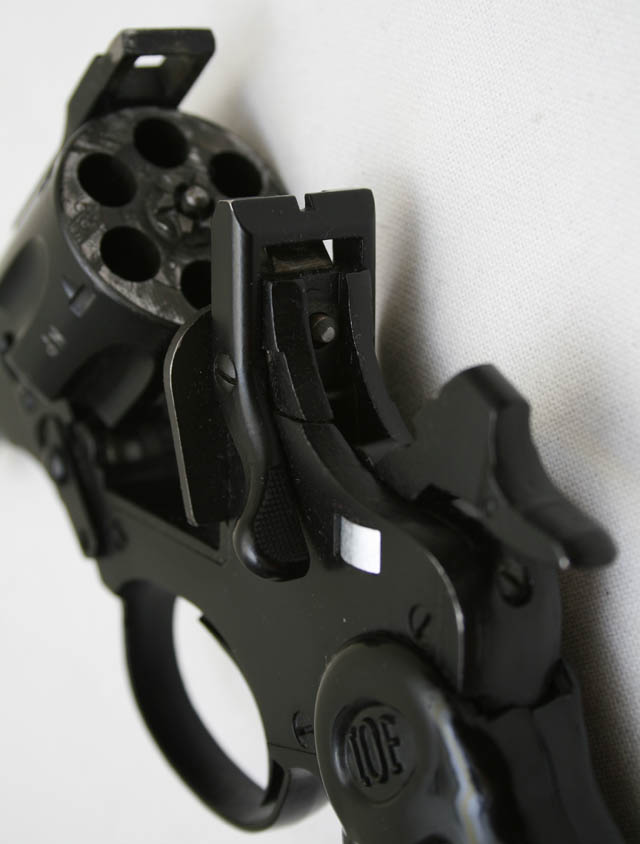
Револьвер з переламною рамою IOF 32

Перший револьвер з переламним затвором було запатентовано у Франції та Британії наприкінці грудня 1858 року. Міцний шарнірний штифт з'єднував дві частини гвинтівки або рушниці: приклад з ударно-спусковим механізмом та передню частину зі стволом, де знаходився набій. У деяких випадках штифт можна було легко вийняти, що дозволяло компактно і безпечно зберігати зброю. В інших випадках шарнір мав гачок над штифтом; звільнення допоміжної засувки давало достатньо ходу для розмикання шарніра.
Засувка дозволяла роз'єднати дві частини зброї, що дозволяло відкрити казенник. Набої вставляли в казенник, при цьому заряджалися всі стволи (рушниця) або камори (револьвер), а потім механізм закривався і фіксувався засувкою. При цьому курок зводився і фіксувався. Після цього можна було стріляти просто натиснувши на спусковий гачок.
Після здійснення стрільби затвор відмикався і ствол з передньою частиною відкидався вперед. При цьому спрацьовував екстрактор, який викидав стріляні гільзи і зброя була готова до перезарядки.

### Відкидання догори

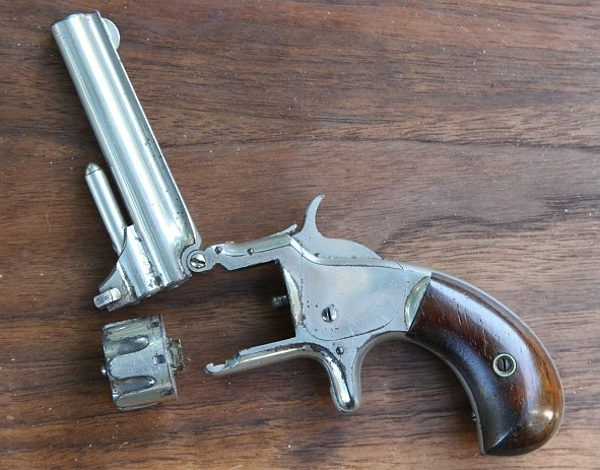
Відкритий револьвер Smith & Wesson Model 1 Third Issue

Затвор з відкиданням ствола догори вперше було використано в конструкції револьвера під унітарний набій Smith & Wesson Model 1. В даній конструкції ствол відкидався догори шарнірно закріплений на верхній планці рамки. В таких револьверах S&W засувка відмикання ствола розташована з обох боків рамки перед спусковим гачком.

## Переваги
Переламні затвори є найбільш компактними затворами вогнепальної зброї. Через відсутність деталей зворотно-поступального руху, конструкція є коротшою ніж у автоматична або самозарядна, крім того вона є більш компактною у порівнянні з несамозарядною зброєю з клиновими та хитними затворами. Така компактність призводить до зниження ваги та розміру у порівнянні з великими затворами; крім того це дозволяє зброї при однаковому розмірі мати довший ствол.
Оскільки екстрактор вмонтовано в стволовий вузол в переламній зброї, казенник це просто пласка частина з отвором, через який проходить бойок. Такі затвори є ідеальними для зброї зі змінними стволами, наприклад в популярних пістолетах Thompson/Center Arms Contender та Encore. Простота конструкції переламного затвора, особливо з зовнішнім курком, також дозволяє знизити вартість виробництва. Існує багато компаній, які випускають гвинтівки з переламними затворами, які коштують дешевше у порівнянні з гвинтівками з ковзними затворами.
Хоча більшість вогнепальної зброї призначений для стрільців-правшів, рушниці з переламним механізмом можна використовувати для стрільби з будь-якого плеча.
Іншою перевагою є те, що в зброї можна використовувати довші набої. Це дозволяє використовувати набої з довжиною непрактичною в іншій зброї, а також дозволяє використовувати втулки для переробки калібру. Такі втулки зазвичай використовують у двоствольних рушницях, що дозволяє використовувати набої меншого калібру (а тому в одній рушниці можна використовувати два калібри).

## Недоліки
Конструкція переламного затвора найкраще підходить для не самозарядної зброї. Для того щоб зробити кілька пострілів потрібно кілька стволів або револьверний барабан; хоча конструкція підходить для рушниць, двоствольних рушниць та навіть чотириствольні конструкції, такі як FAMARS Rombo, двоствольні гвинтівки потребують дуже точного вирівнювання стволів для досягнення стабільної точності. Сучасні двоствольні гвинтівки є дуже дорогими і розроблені для стрільби на близькі відстані; часто стволи регулюються для стрільби на відстані до 100 метрів при полюванні на хижу дичину.
Загалом знос механізму відбувається на невеликій контактній зоні засувки, а тому затвор важко закрити при зношенні засувки. В деякій зброї, наприклад, в пістолетах Thompson/Center, засувка є з'ємною частиною, яку можна замінити при зносі. В конструкціях без з'ємної засувки знос можно відновити за допомогою наварювання металу.
До того ж на відміну від інших типів затворів, переламні не такі міцні і здатні витримувати відносно низькі тиски. Зазвичай затвор утримується в закритому стані за допомогою однієї засувки, під стволом в одноствольній зброї та між стволами у двоствольній зброї. Одна засувка повинна витримувати усю потужність набою. Для рушниць, де при пострілі утворюється низький тиск, це не є проблемою.
Проте деякі гвинтівкові набої центрального запалення, можуть генерувати тиск, який може бути завеликим для однієї засувки, якщо вона не достатньо міцна. Наприклад, пістолет Thompson/Center Contender, використовував набої .30-30 Winchester. Для стрільби потужнішими набоями потрібна більша замикаюча засувка, така, яку використовує Thomson Center у більшій моделі Encore. У порівнянні, рушниці з ковзними затворами можна замикати лише однією засувкою, майже всі гвинтівки з ковзними затворами мають кілька фіксаторів по всьому периметру затвора для забезпечення більшої внутрішньої міцності. Оскільки гвинтівки з переламними затворами, такі як недорогі моделі H&R, створені на базі великих рам для рушниць, а тому їхні затвори міцні і здатні витримувати тиск від середнього до високого. Проте, набої «магнум» з пояском, такі як .300 Winchester Magnum, використовують лише в високоякісних переламних гвинтівках.
Найкраще для переламної зброї підходять фланцеві набої, де можна використати суцільний екстрактор. Безфланцеві набої потребують використання пружинних екстракторів, які висуваються при заряджанні набоїв та пружинять назад, щоб зачепитися за канавку. Хоча такі пружинні екстрактори можна побачити на недорогих моделях, вони не настільки міцні як суцільні екстрактори, а тому зростає загроза того, що відбудеться збій при роботі екстрактора.

## Інші види затворів
- Ковзний затвор
- Клиновий затвор
- Гвинтівка важільної дії
- Помпова рушниця
- Хитний затвор
- Самозарядна зброя
- Ковзний затвор